# كلويد الجنوبية (دائرة انتخابية في المملكة المتحدة)
كلويد الجنوبية (بالإنجليزية: Clwyd South)‏ هي إحدى الدوائر الانتخابية في المملكة المتحدة الممثلة في مجلس العموم في برلمان المملكة المتحدة.
عضو البرلمان الذي يمثلها حالياً هو :Mr Martyn Jones (Lab).